# 服部幸應 WELL TASTE
『服部幸應 WELL TASTE』（はっとりゆきお ウェルテイスト）はFM NACK5で放送されていたラジオ番組。

## 概要
1997年3月31日放送開始。
料理研究家の服部幸應と女性アシスタントが毎週一つの食材をテーマに取り上げトークを交わす他、テーマの食材に関するレシピの紹介やリスナーから送られてきた食に関する質問等に答える。

## 服部の逝去と番組の終焉
メインパーソナリティの服部は2024年10月4日、午前中に当番組の収録参加後、その日の夕方に自身が運営する服部栄養専門学校で急性心不全で倒れ、搬送先の病院で急逝した。
番組は事前収録のため、死去直後となる同月6日のテーマ「サンマ」は、服部本人の生前に収録した素材を当初の予定通りにそのまま放送され、この回の冒頭で、スタジオ担当のアナウンサーが「今日の番組は、亡くなる以前に収録したものをお送り致します。いつもお元気な服部幸應さんが突然亡くなられたことに、番組関係者一同、大変驚き、悲しんでおります。慎んで服部幸應さんのご冥福をお祈り致します」とのコメントが生放送された。
なお、服部は死去1週間前の9月29日放送分はぶどうをテーマにした食論を展開していた。
10月13日から11月17日放送分までは収録を行っており、関係各位の意向で保田のコメントを番組前後に挿入した上で放送された。
同24日以後の放送は検討中としていたが、11月24日は歴代アシスタントによる追悼の鼎談を放送。12月中は『服部幸應 WELL TASTE アラカルト』と題し、服部と生前親しかった人物へのインタビューを放送した。
12月29日放送の最終回では和田明日香がゲスト出演。
同日放送内のエンディングで番組終了告知と同時に、翌2025年1月から開始する後継番組『Cheerful Cheers!』の告知があり、約28年間の歴史に幕を下ろした。
『Cheerful Cheers!』では本番組から引き続き出演する保田に加え和田がパーソナリティを担当する。

### 追悼特別番組
服部の死去及び番組が終了した翌2025年5月31日の12:55 - 13:50に、特別番組『NACK5 SPECIAL PROGRAM「服部幸應 人生の一皿」』を放送。
進行役に保田圭、ゲストに小山薫堂の他、インタビューゲストとして服部吉彦（服部学園理事長・服部栄養専門学校校長）、三國清三、石井真介（いずれもフランス料理シェフ）、山口タカ（オーガニックジャーナリスト）が出演した。

## 放送時間の変遷
当初は『NACK WITH YOU』の内包番組で、月曜日 - 木曜日の10時30分からの10分の帯番組だったが、2000年9月28日をもって帯番組での放送を終了。
同年10月1日から日曜9時からの週1回の1時間の単独番組へ移行した後、2006年10月1日から日曜正午に移動した。

## 公開録音
通常はさいたま市内のスタジオで非公開収録であるが、番組スポンサーの武蔵野銀行が創業70周年記念企画として、2022年8月6日に同行本店内イベントルーム「M‘s SQUARE」（さいたま市大宮区）でリスナー50組100人を招待し、和田明日香とのスペシャルトークショーの公開録音イベントを行った。

## 出演者
- 服部幸應（パーソナリティ：開始から2024年11月17日放送まで）

アシスタント
- 国本佳江（初代：1997年4月 - 2003年）
- 大島花子（2代目：2003年 - 2008年12月）
- 富永美樹（3代目：2009年1月 - 2016年3月）
- 保田圭（4代目：2016年4月 - 2017年12月、2018年4月 - 2024年12月）
  - 2018年1月 - 3月は産休のため矢島舞美が代理を担当[14]。